# Elathur
Elathur (o Ellaturu) è una suddivisione dell'India, classificata come town panchayat, di 7.887 abitanti, situata nel distretto di Erode, nello stato federato del Tamil Nadu. In base al numero di abitanti la città rientra nella classe V (da 5.000 a 9.999 persone).

## Geografia fisica
La città è situata a 10° 43' 60 N e 80° 1' 0 E al livello del mare.

## Società

### Evoluzione demografica
Al censimento del 2001 la popolazione di Elathur assommava a 7.887 persone, delle quali 3.977 maschi e 3.910 femmine. I bambini di età inferiore o uguale ai sei anni assommavano a 738, dei quali 383 maschi e 355 femmine. Infine, coloro che erano in grado di saper almeno leggere e scrivere erano 3.658, dei quali 2.298 maschi e 1.360 femmine.